# Stellidia chephira
Stellidia chephira là một loài bướm đêm trong họ Erebidae.